# يوجين فان تايلور
يوجين فـان تايلور (بالإنجليزية: Eugene Van Taylor)‏ (16 مايو 1953 ببورتسموث في الولايات المتحدة - ) هو مدرب كرة قدم ولاعب كرة قدم أمريكي في مركز حراسة المرمى. لعب مع ميامي طوروز ‏ وبالتيمور بلاست ‏ وColumbus Magic ‏ وفورت لودردايل سترايكرز وNew York Eagles ‏ وفينكس إنفيرنو ‏.